# Apple hangszórók
Az Apple Inc. számos zenei hangszórót gyártott.

## AppleDesign Powered Speakers

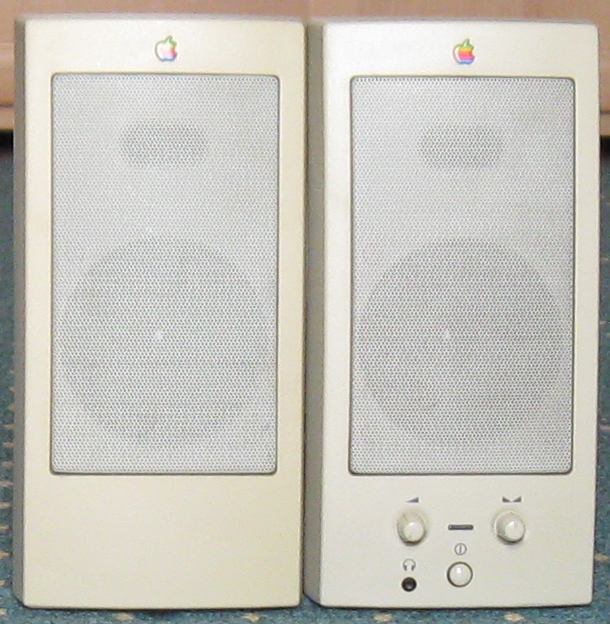
AppleDesign hangszórók (M6082)

Az 1993-ban bevezetett PowerCD-vel együtt az Apple kiadta asztali hangszóróinak két verzióját: az AppleDesign Powered Speakers-t és egy évvel később az átalakított AppleDesign Powered Speakers II-t. Az eredeti hangszórók platinaszürke színűek voltak, míg a második generáció görbébb volt és sötétszürke színű, hogy megfeleljen a PowerBook dizájn-nak és a PowerCD-nek. Mindkettő hálózati adapterrel működött, és bármilyen Audi kimenethez csatlakoztathatók, két külön bemenettel a számítógéphez és egy külső CD-lejátszóhoz. Mindkettőnek fejhallgató-csatlakozója volt, az egyik hangszóró elején, a hangerőszabályzóval és opcionális mélysugárzó csatlakozó porttal együtt.

## G4 Cube hangszórók
Az Apple egy sor névtelen gömbös hangszórót csomagolt a 2000. július 19-én bemutatott Power Mac G4 Cube-hoz. Egyéni USB interfészt használtak, amely csak a G4 Cube és az ADP monitorokkal működött. Ezeket a Harman Kardonnal együttműködve hozták létre, és az iMac G3-ba beépített Odyssey hangszórók kibővített változatai voltak.

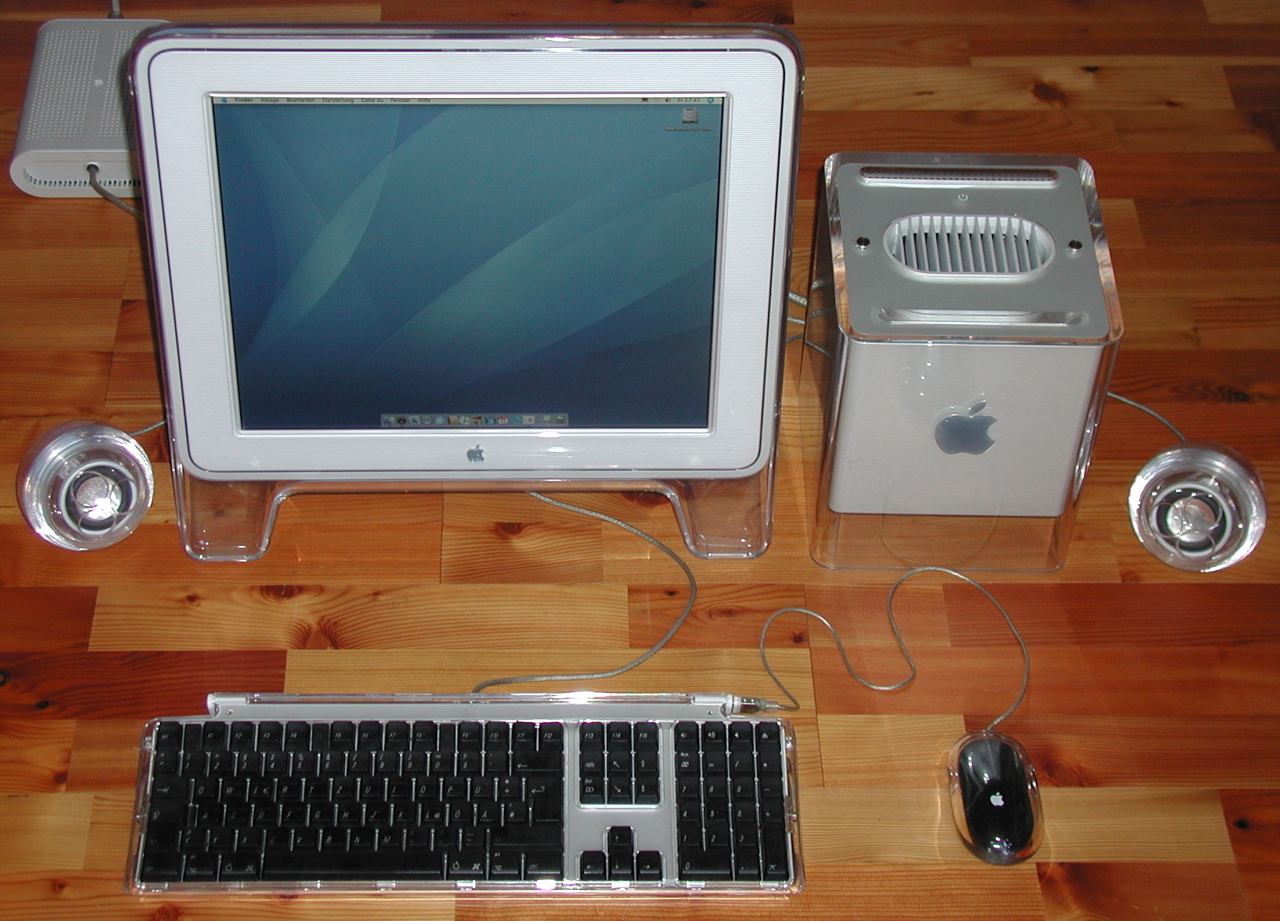
Az Apple Pro hangszórói és a Power Mac G4 Cube

Az Apple Pro hangszóróit 2001 januárjában mutatták be a Power Mac G4 Digital Audio mellett, amelyek a G4 Cube gömbös hangszóróin alapulnak, új digitális audiorendszerrel, műanyag hangszóró rácsokkal. A csatlakozót saját mini-jack-re cserélték, amely mind energiát, mind hangot biztosít.

## Harman Kardon SoundSticks és iSub

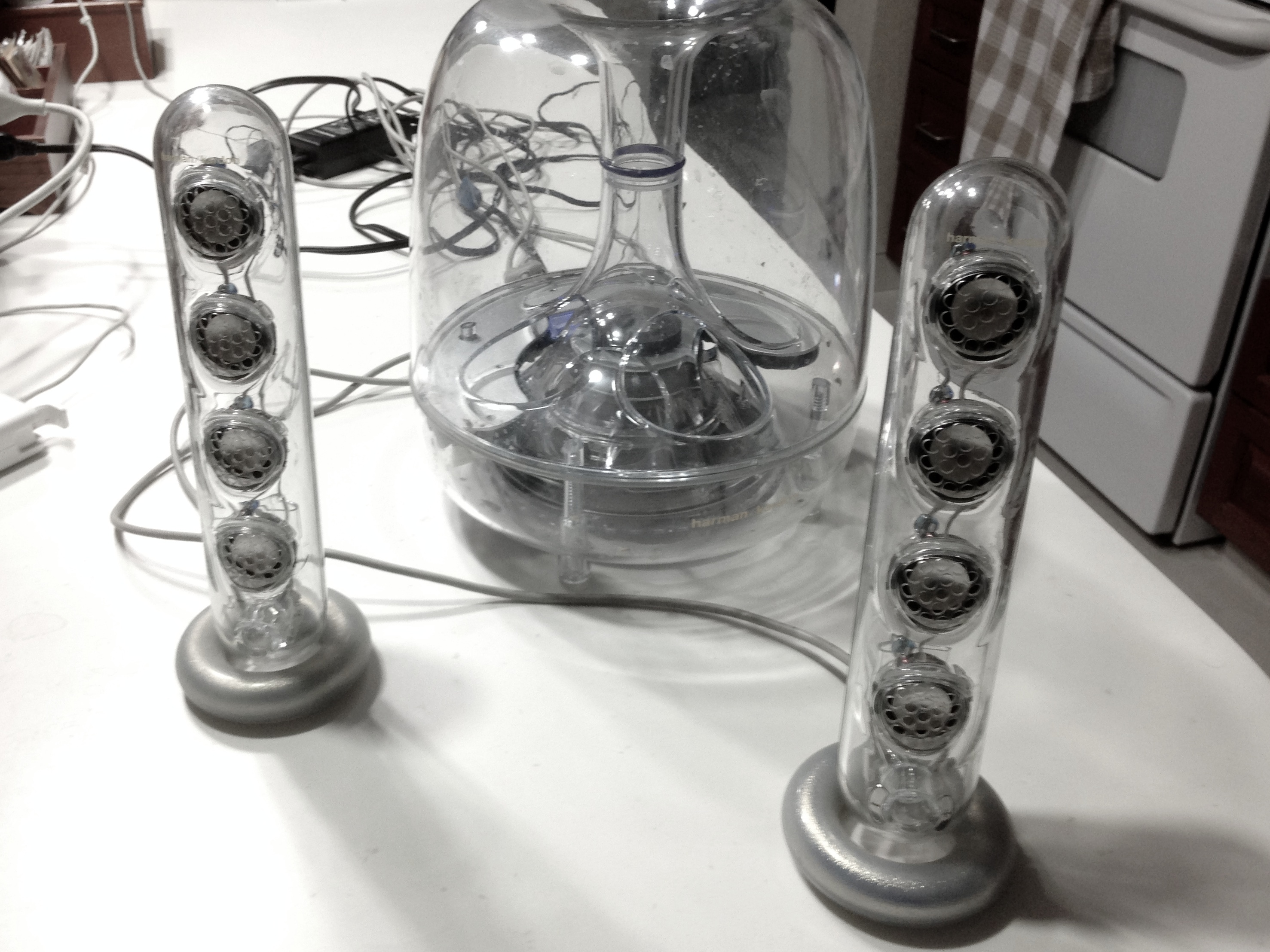
Harman Kardon Soundsticks és iSub

Az Apple 1999-ben bejelentette az iSub-ot, egy 150 mm mélysugárzót, amelyet a Harman Kardonnal közösen gyártottak, és amelyet Jony Ive tervezett. Átlátszó műanyagot használtak, hogy megfeleljen az iMac G3 esztétikájának. A hangszóró(k) USB-n csatlakoztak a géphez.
A Harman Kardon és az Apple ezután a SoundSticket tervezte meg, amelyeket a 2000-es MacWorld kiállításon mutattak be. Az Apple végezte az ipari formatervezést és a gyártást, hogy a megjelenés illeszkedjen a termékcsaládhoz. Megnyerték az Ipari formatervezési Kiválósági Díj (Industrial Design Excellence Awards) aranydíját. A SoundSticks II kisebb frissítés volt, kapacitív hangerőszabályzó gombokkal és  35 mm-es mini-jack bemenettel kiegészítve az USB bemenetet. A SoundSticks III külseje kissé megváltozott, fekete kiemeléssel és fehér megvilágítással, az eredeti SoundSticks és a SoundSticks II zöld és kék színei helyett. A SoundSticks Wireless támogatta a Bluetooth-t.

## iPod Hi-Fi

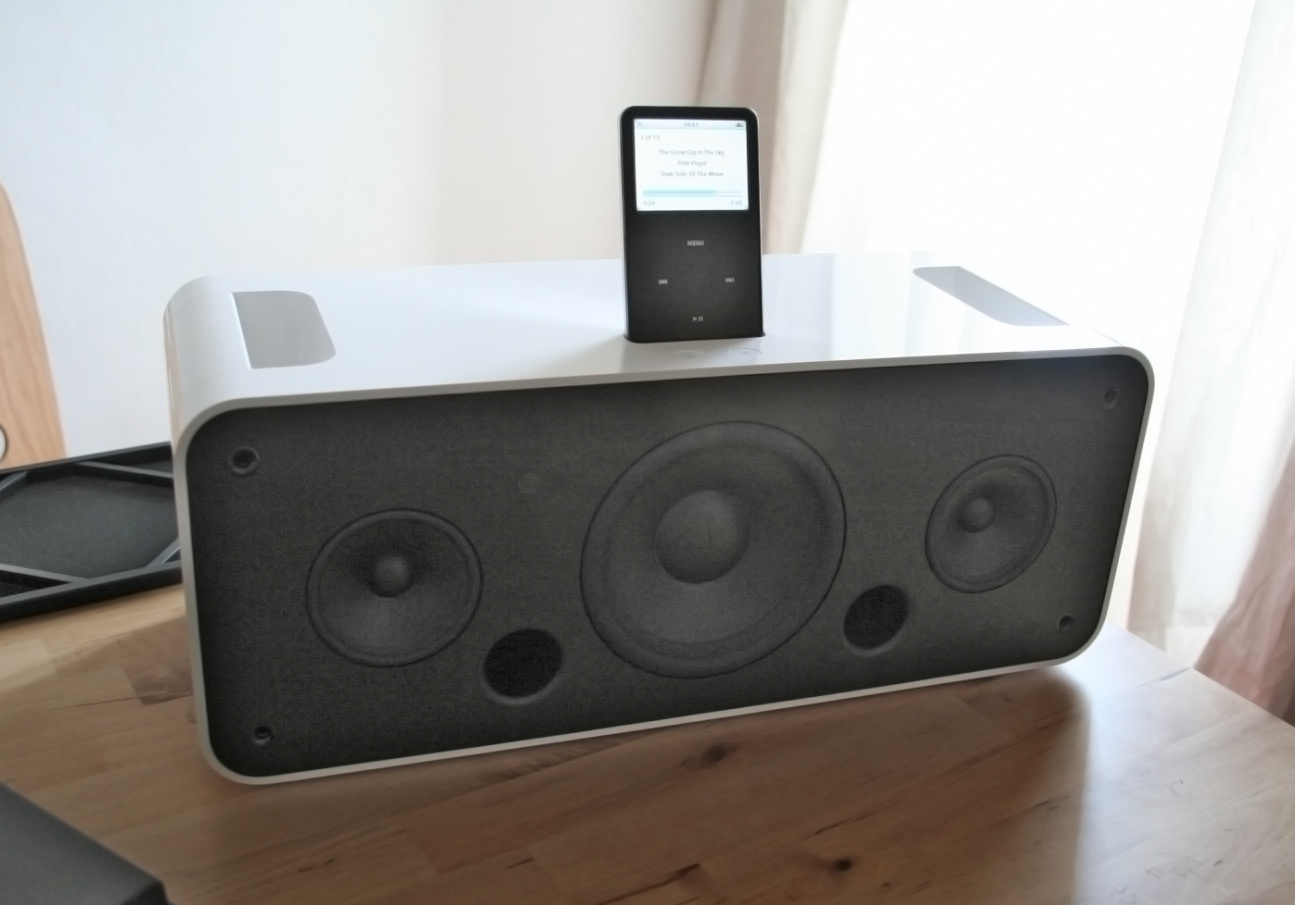
iPod Hi-Fi

Az iPod Hi-Fi sztereó-hanrendszert 2006. február 28-án mutatták be. Bármely iPod digitális zenelejátszóval együttműködött. A 349 dollárért árusított iPod Hi-Fi-t az Apple 2007. szeptember 5-én megszűntette.

## HomePod

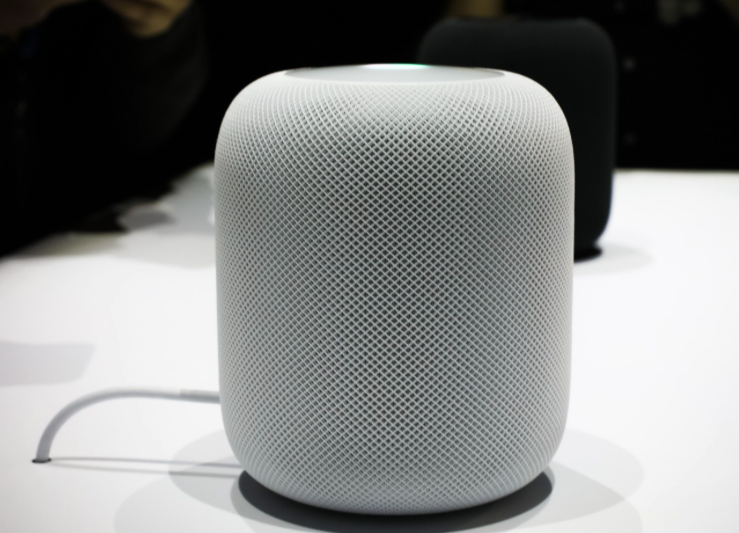
HomePod

A HomePod intelligens asszisztens, amely hanggal (is) vezérelhető, először 2017. június 5-én beszélt az eszközről az Apple. Más Apple termékek – iPhone, számítógépek – együttműködésére tervezték.
Első időben kiemelten az Apple Music vezérlésére – és a zenék lejátszására – szánták. „Új módszert teremt az otthoni zenék felfedezésére és a velük való interakcióra“ – írta az Apple a bemutató sajtóközleményében. Magában foglalja a sugárzó és nyolc hangszórót, és két színben kapható: fehér és asztroszürke. Az eszköz tetején kis érintőképernyő található, a hét magas–sugárzó,  a felfele néző négy hüvelykes mélysugárzó kezelésére. Hat mikrofon figyel folyamatosan a hangvezérléshez.

## Fordítás
Ez a szócikk részben vagy egészben  az   Apple speakers című angol Wikipédia-szócikk ezen változatának fordításán alapul.  Az eredeti cikk szerkesztőit annak laptörténete sorolja fel. Ez a jelzés csupán a megfogalmazás eredetét és a szerzői jogokat jelzi, nem szolgál a cikkben szereplő információk forrásmegjelöléseként.